# Jason Walters
Jason Theodore James Walters alias Abu Mujahied Amrikie (Amersfoort, 6 maart 1985), is een voormalig lid van de Hofstadgroep. Na zijn vrijlating in 2013 is hij werkzaam als analist voor consultancybedrijf Blue Water Intelligence, dat zich onder meer richt op terrorisme en radicalisering.

## Rechtszaak
Jason Walters is de zoon van een Nederlandse moeder en een Amerikaanse vader die als militair in Nederland gelegerd was. Hij werd bekend door zijn deelname aan de Hofstadgroep, waarvan ook Mohammed Bouyeri lid was. Walters werd op 10 november 2004 gearresteerd tijdens de inval in het Laakkwartier in Den Haag waar hij zich samen met Ismail Akhnikh in een pand aan de Antheunisstraat ophield.
Walters gooide op 10 november 2004 in Den Haag een handgranaat naar leden van een arrestatieteam dat hem en zijn handlanger Ismaël Akhnikh wilde arresteren. Vier agenten raakten daardoor gewond. Veertien uur later schoot de politie traangas naar binnen en werden Akhnikh en Walters gearresteerd. De handgranaat zou door Saleh Bouali zijn geleverd. Bij de rechtszaak voerde de verdediging aan dat Bouali een geheim agent van de AIVD zou zijn geweest, maar dat is nooit bewezen.
Na een lange rechtszaak werd hij op 10 maart 2006 door de rechtbank veroordeeld tot 15 jaar cel wegens deelname aan een criminele en terroristische organisatie, poging tot moord en overtreding van de Wet wapens en munitie. Bovendien zou hij enkele jaren daarvoor samen met anderen een terroristisch opleidingskamp in Pakistan hebben bezocht.
Op 23 januari 2008 werd hij in hoger beroep door het gerechtshof in Den Haag opnieuw veroordeeld tot 15 jaar cel. De vrijspraak van deelname aan een criminele organisatie werd in cassatie door de Hoge Raad vernietigd. Deze aanklacht wordt opnieuw (in hoger beroep) behandeld door het gerechtshof in Amsterdam.
Op vrijdag 17 december 2010 heeft het gerechtshof in Amsterdam bepaald dat de Hofstadgroep een organisatie was die het plegen van terroristische misdrijven tot oogmerk heeft gehad. Het hof legde straffen op die varieerden van vijftien maanden tot dertien jaar cel. De hoogste straf was voor Walters. Het hof heeft rekening gehouden met zijn jeugdige leeftijd ten tijde van het gooien van die granaat. Walters was toen 19 jaar oud.
Broer Jermaine Walters werd op 10 maart 2006 vrijgesproken in de rechtszaak rondom de Hofstadgroep. Jermaine kwam in juni 2015 om het leven bij westerse bombardementen op een wapendepot in de buurt van Raqqa.
Begin mei 2013 werd Jason Walters vervroegd vrijgelaten. Hij had toen twee derde van zijn straf uitgezeten. Na zijn vrijlating nam hij afstand van zijn vroegere standpunten en wil hij helpen inzicht te bieden in het denken en handelen van radicale islamisten.

## Film
In 2019 maakte Robert Oey de documentaire The good terrorist. Deze film over (de)radicalisering gaat voor een groot deel over de activiteiten en de gedachtegang van Jason Walters. Walters komt zelf ook uitgebreid aan het woord.